# Спас (Пошехонский район)
Спас — село в Пошехонском районе Ярославской области России. Входит в состав Пригородного сельского поселения.

## География
Село находится в северной части области, в подзоне южной тайги, на правом берегу реки Согожи, при автодороге 78К-0013, на расстоянии примерно 31 километра (по прямой) к северо-востоку от города Пошехонье, административного центра района. Абсолютная высота — 161 метр над уровнем моря.

### Климат
Климат характеризуется как умеренно континентальный, с продолжительной холодной зимой и коротким умеренно тёплым летом. Среднегодовая температура воздуха — +2,9…+3,5 °C. Годовое количество атмосферных осадков — 500—750 мм, из которых большая часть выпадает в тёплый период. Преобладающее направление ветра юго-западное.

### Часовой пояс
Спас, как и вся Ярославская область, находится в часовой зоне МСК (московское время). Смещение применяемого времени относительно UTC составляет +3:00.

## История
Каменная церковь с колокольней в селе Спасском на Водоге построена в 1810 году на средства прихожан, Престолов в ней было три: в настоящей холодной — Преображения Господня и в трапезе теплой: первый престол Казанской Божией Матери, а второй — во имя св. и чуд. Николая. 
В конце XIX — начале XX века деревня входила в состав Софроновской волости Пошехонского уезда Ярославской губернии.
С 1929 года село входило в состав Васильевского сельсовета Пошехонского района, в 1946 — 1957 годах в составе Владыченского района, с 2005 года — в составе Пригородного сельского поселения.

## Население
| 1859 | 1914 | 2002 | 2007 | 2010 |
| ---- | ---- | ---- | ---- | ---- |
| 138  | ↗225 | ↘53  | ↘52  | →52  |

### Национальный состав
Согласно результатам переписи 2002 года, в национальной структуре населения русские составляли 100 % из 53 чел.

## Достопримечательности
В селе расположена действующая Церковь Спаса Преображения (1810).

## Общественный транспорт
Спас обслуживается пригородным автобусным маршрутом № 120 Пошехонье — Спас.